# Бетюль Качар
Бетюль Качар (тур. Betül Kaçar; нар. 1983) — турецько-американський астробіолог, доцент Університету Вісконсину у Медісоні. Опікується астробіологічним дослідницьким центром НАСА, який вивчає основні атрибути життя, його походження та те, як вони повинні формувати наші уявлення про придатність для проживання та пошуки життя в інших світах.

## Освіта і кар'єра
Народилася в Стамбулі. Вона була першою жінкою у своїй родині, яка отримала формальну освіту. Вивчала хімію в Мармарі. Отримала стипендію медичного інституту Говарда Г'юза, щоб протягом літа провести наукові дослідження в Університеті Еморі, в галузі органічної хімії. Повернулася до Університету Еморі 2004 року, і зрештою здобула ступінь доктора філософії з біомолекулярної хімії у 2010 році у галузі взаємозв'язку структури та функції ферментів. Після здобуття ступеня доктора філософії зосередилась на вивченні походження життя. 2010 року призначена науковим співробітником НАСА в Технологічному інституті Джорджії. 2011 року стала стипендіаткою НАСА, 2013 року отримала фінансування від Інституту астробіології та відділу екзобіології НАСА. 2014 року приєдналася до Гарвардського університету, де очолила незалежну дослідницьку групу як співробітник відділу організмової та еволюційної біології. 2015 року отримала стипендію Теплтона і стала членом Harvard Origins Initiative. 2019 року призначена співробітником факультету ранньої кар'єри НАСА. 2020 року отримала стипендію Scialog за дослідження життя у Всесвіті від Research Corporation і Science Advancement.

## Дослідження
Дослідження Качар охоплюють походження життя, ранню еволюцію, життя у Всесвіті та те, як можна зрозуміти молекулярні механізми еволюції. Вона очолює астробіологічний центр НАСА з молекулярної палеобіології, щоб досліджувати чужі планети та стародавнє життя. Вона перша турецька жінка та наймолодший вчений, який очолить дослідницький центр НАСА. Їй першій вдалося відродити стародавній ген у сучасному мікробному геномі. Ввела термін «палеофенотип», реконструюючи та досліджуючи еволюційну історію сучасних компонентів, а потім пов'язуючи їхні фенотипи з біосигнатурами, щоб надати розуміння інновацій, які ґрунтуються на літописах гірських порід і, таким чином, у геологічному та екологічному контексті. 2020 року запропонувала можливе застосування пребіотичної хімії, протоспермії, посилаючи хімічну здатність для життя на інше планетарне тіло. Її дослідницька група визначила «еволюційну зупинку» як еволюційний механізм, який запобігає досягненню модулем свого локального піка продуктивності і, таким чином, накладає генетичне навантаження, тобто організм, який несе заблокований модуль, страждає від витрат на пристосування порівняно з організмом, продуктивність модуля якого є оптимальною.
Качар — професором Університету Вісконсіну на кафедрі бактеріології. Вона також доцент Інституту наук про Землю та життя Токійського технічного інституту. Її описують як «видатного члена» Інституту астробіології НАСА. Вона отримала понад 9 мільйонів доларів грантового фінансування як провідний дослідник.

## Громадська робота
Качар є співзасновницею єдиної астробіологічної інформаційної мережі SAGANet для викладачів і студентів у галузі астробіологічних дослідженнях у всьому світі. 2011 року стала членом Космічного наукового інституту Blue Marble. Раніше брала участь у Глобальному науковому координаторі ELSI Origins Network, метою якого було розширення участі молодих вчених-дослідників в галузі походження життя. Вона обговорювала пошук інопланетного життя на SXSW 2020 року. Стала партнером кампанії UN Women Generation Equality Campaign 2020 для підтримки освіти дівчат і жінок у всьому світі.

## Визнання
На її честь названо астероїд 284919 Качар, відкритий астрономами за допомогою космічного телескопа WISE у 2010 році. Офіційне посилання на найменування було опубліковане Робочою групою з номенклатури малих тіл МАС 8 листопада 2021 року.